# Pléguien
Pléguien (bret. Plian) – miejscowość i gmina we Francji, w regionie Bretania, w departamencie Côtes-d’Armor.
Według danych na rok 1990 gminę zamieszkiwały 824 osoby, a gęstość zaludnienia wynosiła 53 osoby/km² (wśród 1269 gmin Bretanii Pléguien plasuje się na 649. miejscu pod względem liczby ludności, natomiast pod względem powierzchni na miejscu 645.).